# Einjähriges Berufkraut
Das Einjährige Berufkraut (Erigeron annuus), auch Weißes Berufkraut, Feinstrahl oder Feinstrahl-Berufkraut genannt,  ist eine Pflanzenart aus der Gattung Berufkräuter (Erigeron) innerhalb der Familie der Korbblütler (Asteraceae). In Mitteleuropa zählt es zu den wichtigsten invasiven Neophyten.

## Beschreibung

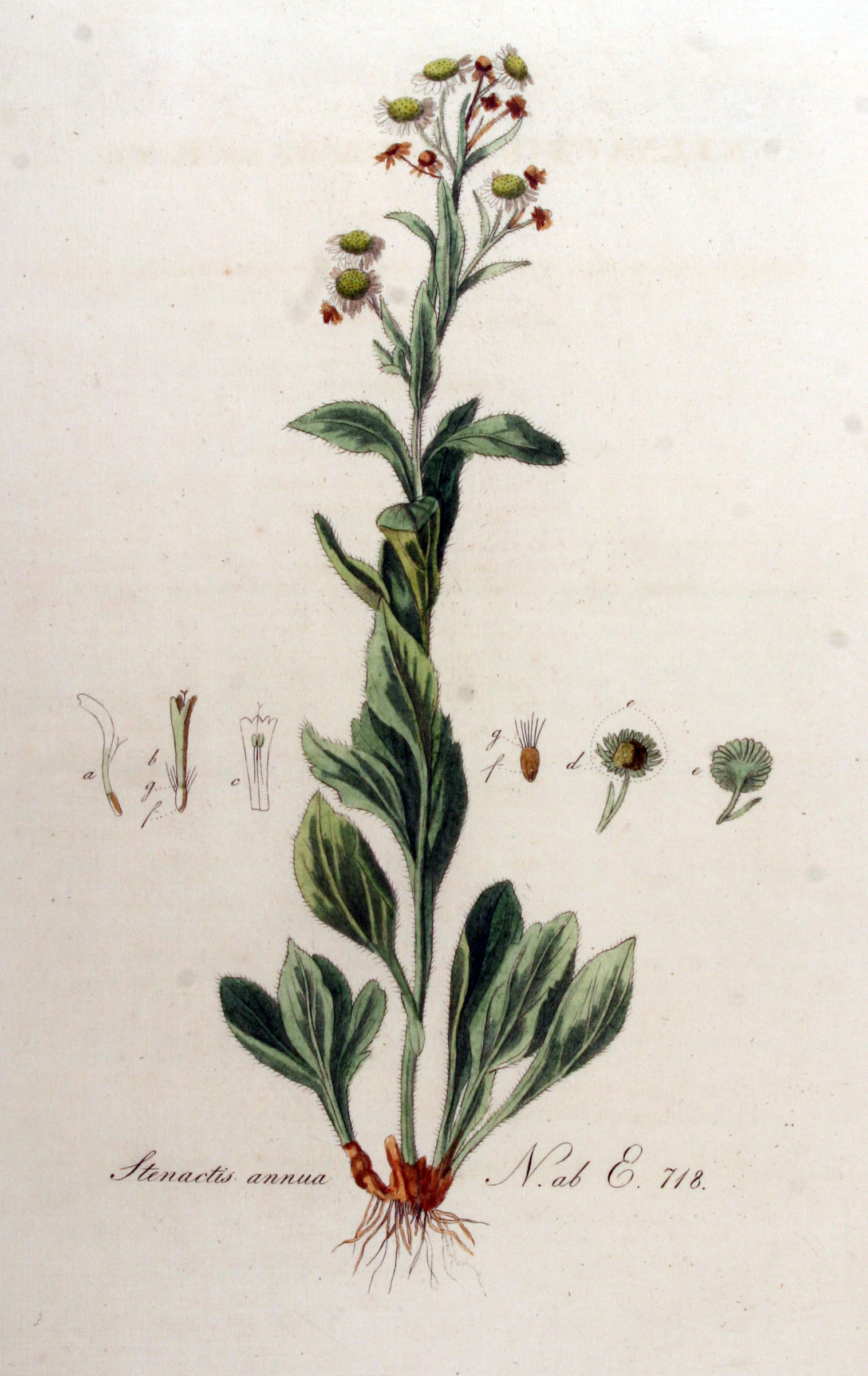
Illustration aus Flora Batava ..., Band 9, 1846

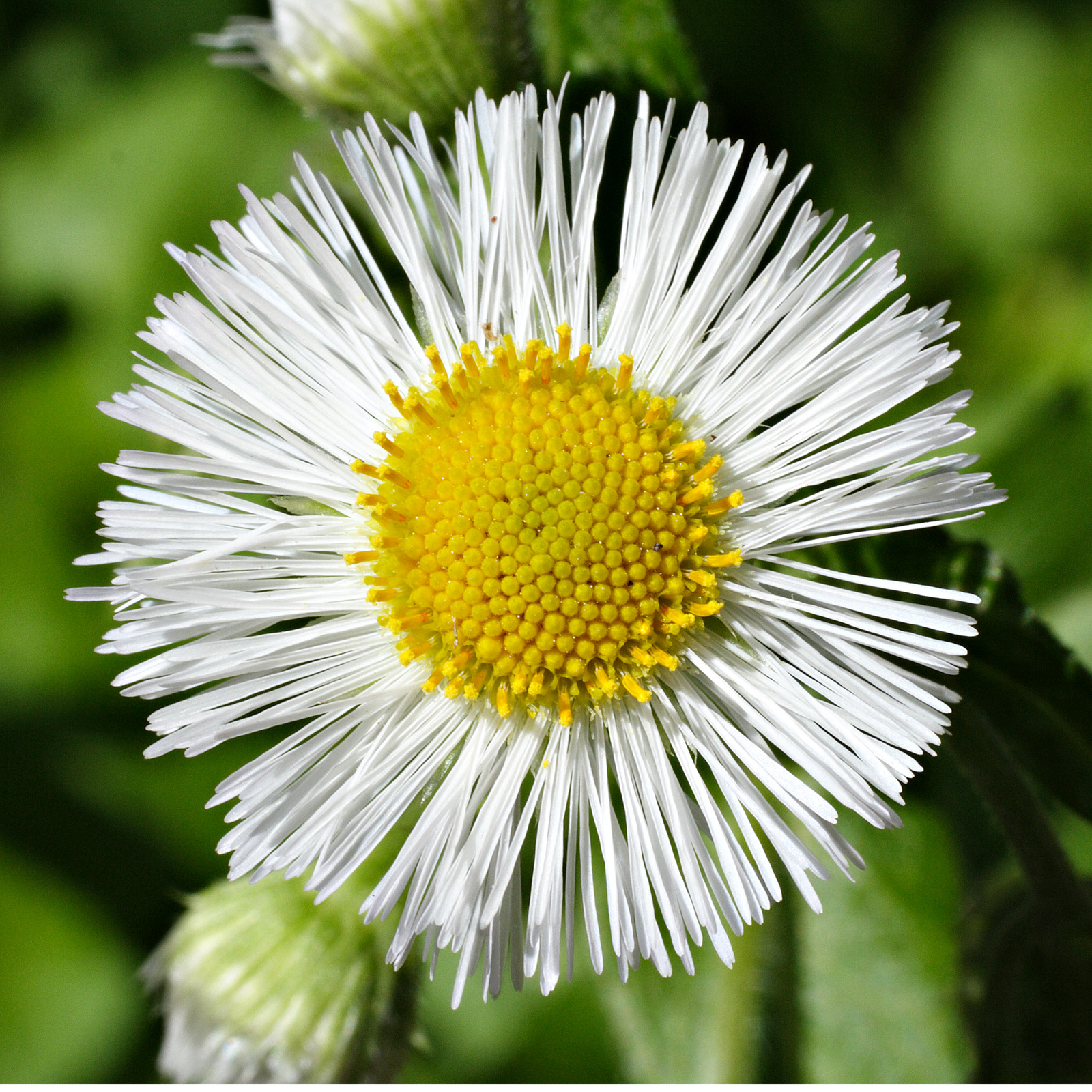
Blütenkorb

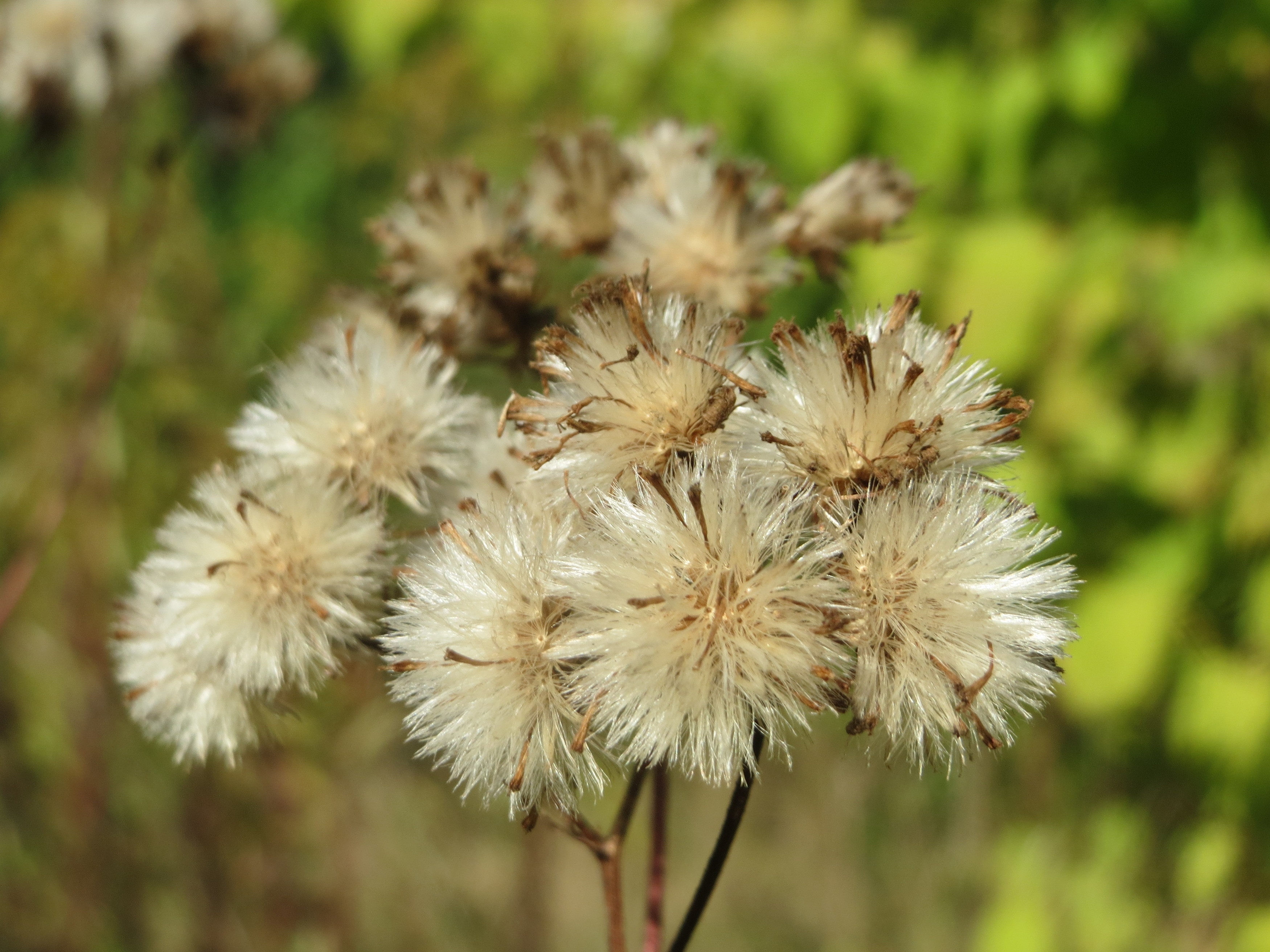
Fruchtstand und Pappus

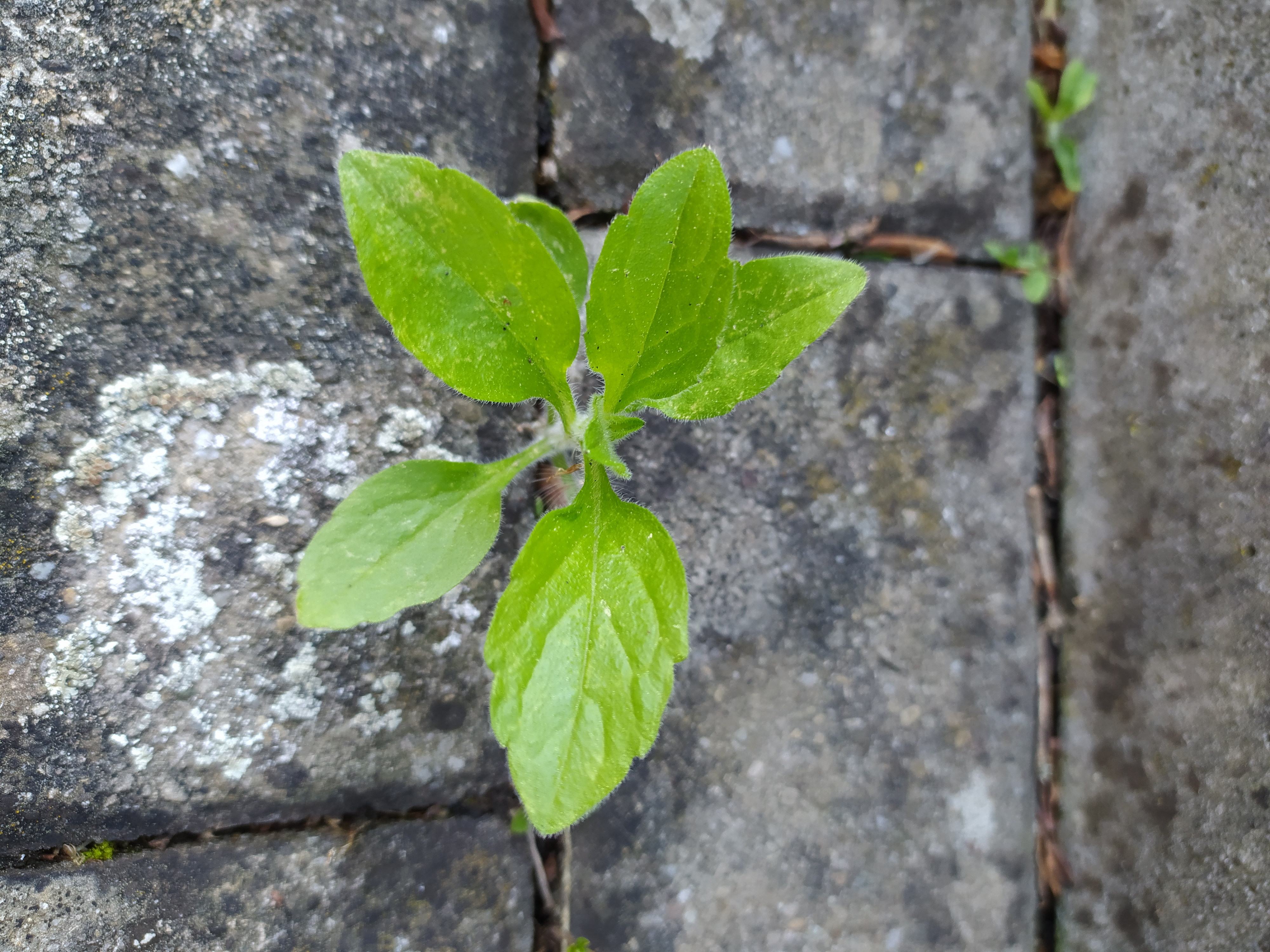
Einjähriges Berufkraut als junge Pflanze

### Vegetative Merkmale
Das Einjährige Berufkraut wächst als ein- oder zweijährige krautige Pflanze und erreicht Wuchshöhen von 50 bis 100 Zentimetern. Der Stängel ist aufrecht und oben meist verzweigt.
Die wechselständig am Stängel angeordneten Laubblätter sind hellgrün und beiderseits behaart. Die Blattspreiten der unteren Laubblätter sind lanzettlich oder verkehrt-eiförmig bis rundlich und in den Blattstiel verschmälert. Sie sind meist entfernt grob und stumpf gezähnt. Die oberen Laubblätter sind lanzettlich bis linealisch, sitzend oder kurz gestielt.

### Generative Merkmale
Die Blütezeit reicht von Juni bis Oktober. In einem schirmrispigen Gesamtblütenstand sind zahlreiche körbchenförmige Teilblütenstände angeordnet, das endständige Blütenkörbchen wird hierbei von den seitlichen überragt. Die grünen Hüllblätter sind fast gleich lang und wenig behaart.
Die weißen bis blasspurpurfarbenen Zungenblüten (Strahlenblüten) sind 4 bis 10 Millimeter lang und 0,6 bis 1 Millimeter breit. Ihre Zahl schwankt zwischen 50 und 125. Die gelben Röhrenblüten sind 2 bis 2,8 Millimeter lang. Der Pappus der Röhrenblüten ist weiß, 2 Millimeter lang und einreihig.
Die Chromosomengrundzahl beträgt x = 9; es wurden Chromosomenzahlen von 2n = 27, 36 oder 54 ermittelt.

## Ökologie
Mit seiner bis zu 1 Meter tief in den Boden eindringenden Wurzel gilt das Einjährige Berufkraut als Pionierpflanze. Es vermehrt sich weitgehend ungeschlechtlich, d. h. Samen werden auch ohne Befruchtung gebildet (Apomixis).

## Vorkommen
Ursprünglich ist Erigeron annuus in Nordamerika vom kanadischen südlichen Neufundland und Labrador, Nova Scotia, Prince Edward Island, New Brunswick, Ontario sowie Québec bis zu den US-Bundesstaaten Connecticut, Indiana, Maine, Massachusetts, Michigan, New Hampshire, New Jersey, New York, Ohio, Pennsylvania, Rhode Island, Vermont, West Virginia, Illinois, Iowa, Kansas, Missouri, Nebraska, Oklahoma, South Dakota, Wisconsin, Alabama, Arkansas, Delaware, Texas, Kentucky, Louisiana, Maryland, Mississippi, North Carolina, South Carolina, Tennessee, Virginia, Georgia bis zum nördlichen Florida weitverbreitet. Erigeron annuus hat sich seit dem 18. Jahrhundert als Neophyt in Europa eingebürgert. Ebenfalls hat es sich in der Türkei, im Kaukasusraum, in Indien, China, Korea, auf Réunion, in Neuseeland, Nicaragua und Panama angesiedelt. Es wurde zunächst als Zierpflanze in Europa eingeführt. Schon J.G. Volckamer erwähnt 1700, dass diese Art im Garten sich leicht selbst aussät. Und Heinrich Bernhard Rupp schreibt in seiner Flora Jenensis 1726: In horto medico, und drum herum auf Mauren […] disseminatur.
In Österreich ist das Einjährige Berufkraut zerstreut bis häufig in allen Bundesländern. In Deutschland nimmt die Verbreitung grob von Süden nach Norden ab. Im Schwarzwald ist sie häufig anzutreffen, in einigen norddeutschen Gebieten kommt sie nur selten vor. Das Einjährige Berufkraut ist auch in der Schweiz verbreitet, wo es aufgrund seines Ausbreitungspotenzials und der Schäden in den Bereichen Biodiversität, Gesundheit bzw. Ökonomie in die Liste der gebietsfremden invasiven Pflanzen der Schweiz aufgenommen wurde. Es wurde in den Anhang 2.2 der Freisetzungsverordnung aufgenommen, wodurch sein Verkauf ab September 2024 verboten ist.
Das Einjährige Berufkraut gedeiht meist in Auwäldern, feuchten Wiesen und Ruderalfluren.
Das Einjährige Berufkraut kommt in Mitteleuropa häufig zusammen mit Solidago gigantea in Pflanzengesellschaften der Klasse Artemisietea vor. In der Schweiz kommt es besonders in Pflanzengesellschaften der Steinkleeflur (Verband Dauco-Melilotion) vor.
Die ökologischen Zeigerwerte nach Landolt et al. 2010 sind in der Schweiz: Feuchtezahl F = 2+w (frisch aber mäßig wechselnd), Lichtzahl L = 4 (hell), Reaktionszahl R = 3 (schwach sauer bis neutral), Temperaturzahl T = 4 (kollin), Nährstoffzahl N = 4 (nährstoffreich), Kontinentalitätszahl K = 3 (subozeanisch bis subkontinental).

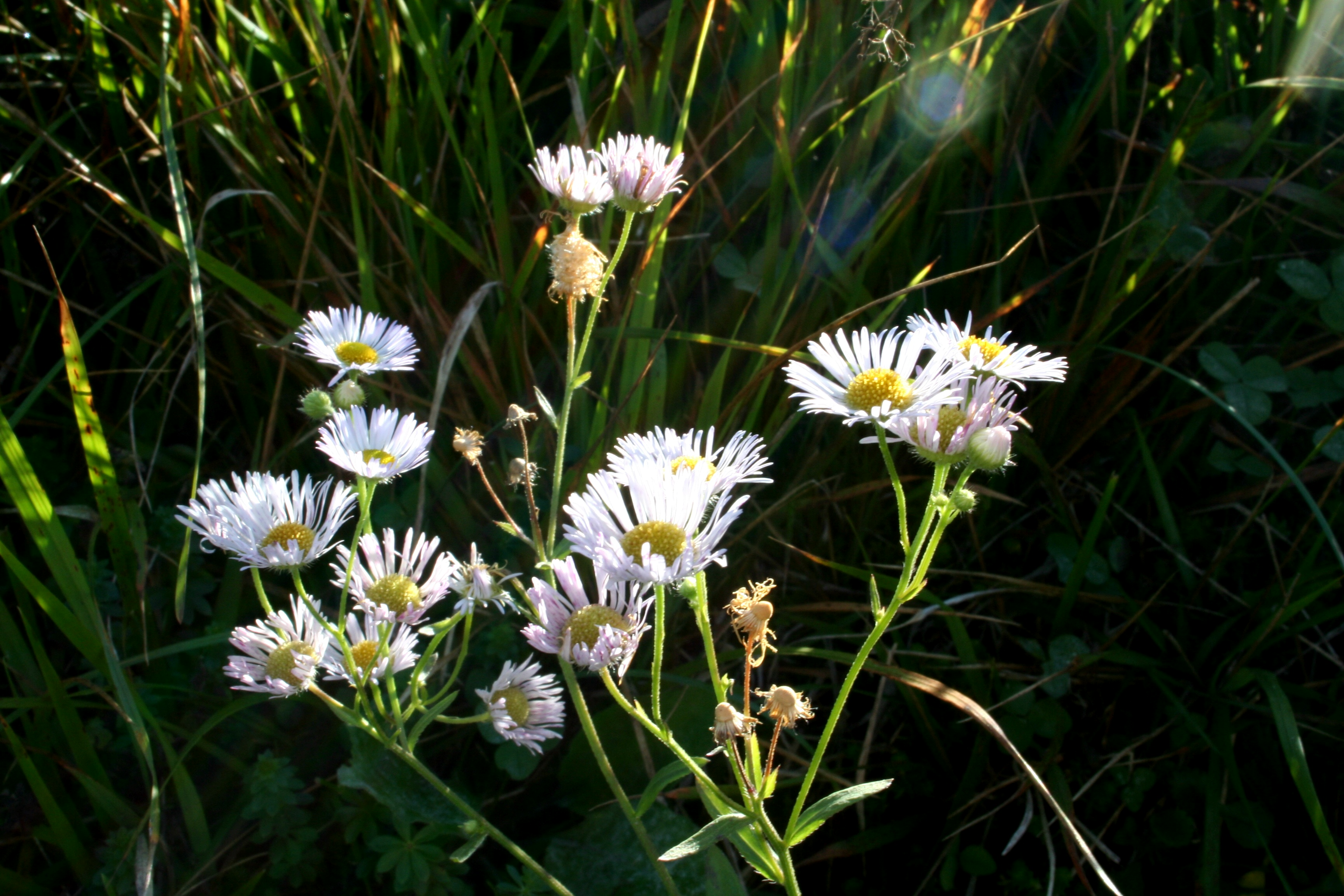
Nordischer Feinstrahl (Erigeron annuus subsp. septentrionalis)

## Systematik
Die Erstveröffentlichung erfolgte 1753 unter dem Namen (Basionym) Aster annuus durch Carl von Linné. Die Neukombination Erigeron annuus (L.) Desf. wurde 1804 (1807) durch René Louiche Desfontaines in Syn. Pl. 2 (2), S. 431 veröffentlicht. Weitere Synonyme für Erigeron annuus (L.) Desf. sind: Phalacroloma annuum (L.) Dumort., Stenactis annua (L.) Less.
In Mitteleuropa existieren mehrere Unterarten, deren Verbreitung zum Teil noch unzureichend erforscht ist:
- Vielblättriger Feinstrahl (Erigeron annuus (L.) Desf. subsp. annuus): Die Chromosomenzahl beträgt 2n = 27 oder 54.[4]
- Nordischer Feinstrahl (Erigeron annuus subsp. septentrionalis (Fernald & Wiegand) Wagenitz, Syn.: Erigeron ramosus var. septentrionalis Fernald & Wiegand): Die Chromosomenzahl beträgt 2n = 27.[4]
- Ästiger Feinstrahl oder Striegelhaariger Feinstrahl (Erigeron annuus subsp. strigosus (Willdenow) Wagenitz)